# Новое Грибово
Новое Грибово — деревня в Пестяковском районе Ивановской области России, входит в состав Пестяковского сельского поселения.

## История
В 1981 году Указом Президиума Верховного Совета РСФСР посёлок путевой казармы переименован в Новое Грибово.

## Население
| 2010 |
| ---- |
| 2    |